# Mynaj
Mynaj (ukr. Минай) – wieś na Ukrainie. Należy do rejonu użhorodzkiego w obwodzie zakarpackim i liczy 3088 mieszkańców; powierzchnia wsi wynosi 3,882 km². W tej wsi siedzibę ma klub FK Mynaj, znajduje się tu także stadion Mynaj-Arena. W miejscowości znajduje się plac Andy’ego Warhola. Wieś znajduje się blisko miasta Użhorod i granicy ze Słowacją.
Znajduje tu się stacja kolejowa Użhorod II, położona na linii Użhorod – granica państwowa ze Słowacją.